# Avanduse (gemeente)
Avanduse (Estisch: Avanduse vald) is een voormalige gemeente in de Estische provincie Lääne-Virumaa. De gemeente telde in 2005 982 inwoners en had een oppervlakte van 177,2 km². In oktober 2005 ging de gemeente op in de gemeente Väike-Maarja.
De gemeente werd opgericht in 1992 door hernoeming van de gemeente Simuna in Avanduse. Simuna bleef echter wel de hoofdplaats van de gemeente.

## Indeling
Naast Simuna lagen in de gemeente ook de dorpen Avanduse, Hirla, Imukvere, Kärsa, Kãru, Kurtna, Määri, Nadalama en Võivere.

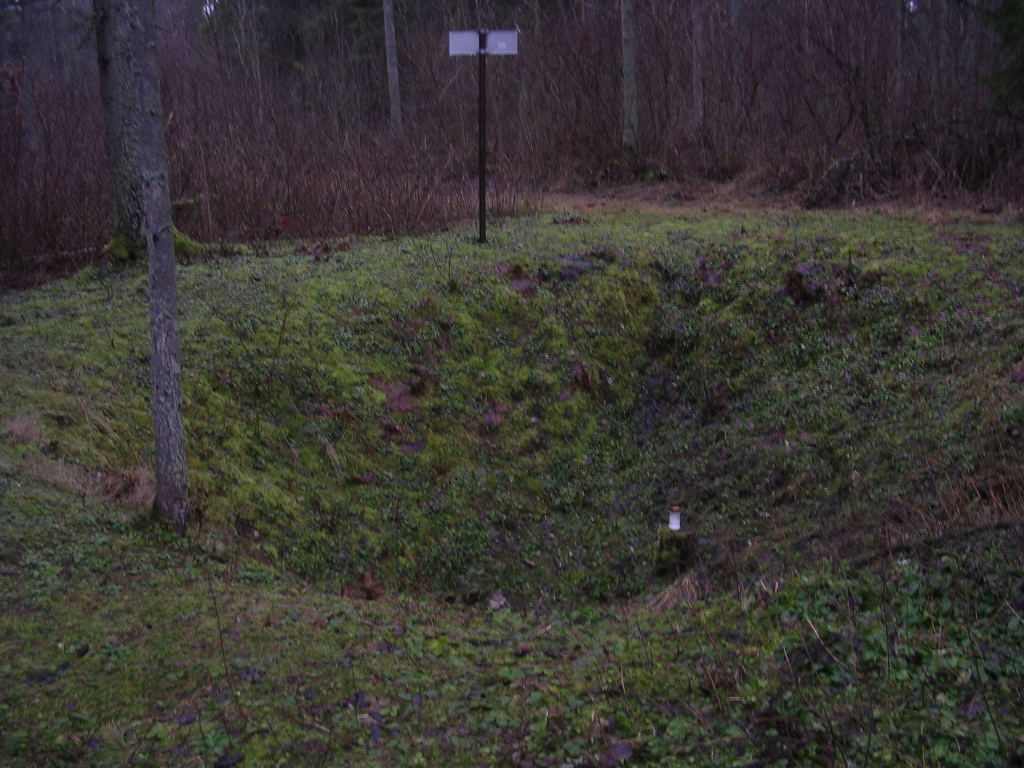
Meteorietkrater bij Simuna